# William Thomas Tutte
William Thomas "Bill" Tutte (Newmarket, Suffolk, Egyesült Királyság, 1917. május 14.  – Kitchener, Ontario, Kanada, 2002. május 2.) brit kódfejtő és matematikus. A második világháború alatt briliáns és meghatározó előrelépést tett a Lorenz-féle titkosítás kriptanalízisében. A németek új titkosítási rendszerét, amelyet a wehrmachti főparancsnokságon belül titkos kommunikációra használtak, neki köszönhetően törték fel a szövetségesek. Az angolok által Tunny-nak (tonhalnak) nevezett kód feltörése Eisenhower tábornok szerint legalább két évvel rövidítette meg a második világháborút. Tutte döntő áttörése, a Lorenz-féle, titkosított üzenetek dekódolása nagymértékben, sőt döntően hozzájárult a náci Németország vereségéhez is. Tutte számos elismerésben és kitüntetésben részesült, többek között a gráfelméletben és a matroid elméletben elért eredményeiért.

## Korai évei és tanulmányai
Tutte Suffolk megyében, Newmarketben született, a helyi versenyistálló, a Fitzroy House kertészének fiaként. Kimagasló intelligenciája korán megmutatkozott, ezért felvételt nyert a Cambridge and County gimnáziumba. 1935-ben került a cambridge-i Trinity College-ba, ahol kémiát, majd matematikát tanult.

## A második világháború alatt
Nem sokkal a második világháború kitörése után Patrick Duff javasolta neki, hogy dolgozzon a Bletchley Parkban, a Londontól 80 km-re, északra fekvő birtokra, és segítse a kódfejtők munkáját.
Ez a munkája akkor szigorúan titkos volt. 1941 nyarán helyezték a Fish nevű projektbe, ahol az első nem-Morse alapú kódoláson dolgozott a hírszerzés. A németek új, 12 tárcsával kódolt üzeneteit kellett diagnosztizálni.
Egy, a németek által küldött 1941. augusztus 31-i üzenet két változata tette lehetővé Tutte-nak, hogy megfejtse a Tunny kulcsát. John Tiltman, a Bletchley Park egyik veterán elemzője adta át ezeket a kódokat neki. Ismétlődő sorozatok segítségével végül sikerült megoldást találnia Lorenz-féle titkosításra.

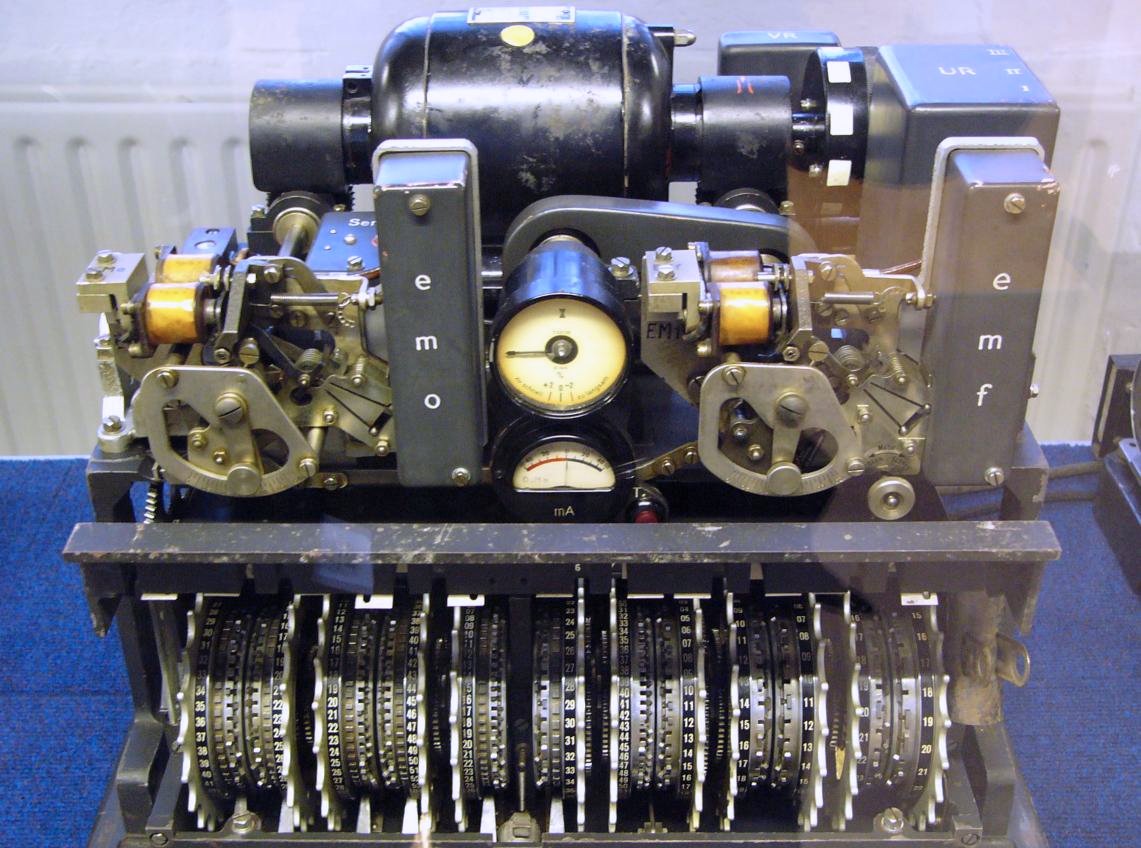
Egy Lorenz SZ42 titkosító gép a Bletchley Park Múzeumban

## A háború után
Tutte 1948-ban doktori diplomát szerzett Cambridge-ben.  Kanadában helyezkedett el tanárként, és megismerkedett leendő feleségével, Dorotheával. A matematika tudományában folytatta úttörő munkáját, egy olyan ágában, amely a számítástechnika tudománynak fejlődésében egyre nagyobb teret nyert. Különösen a kombinatorika és a gráfelmélet érdekelte.

## Kitüntetései, díjai
- 1958: a Kanadai Királyi Társaság tagja
- 1971: Jeffery-Williams-díj
- 1975: Henry Marshall Tory Kitüntetés
- 1982: Isaac Walton Killam-emlékdíj
- 1987: Royal Society tagja
- 2001: CRM-Fields-PIMS-díj
- 2017: Waterloo-ban utcát neveztek el róla (William Tutte Way)

## Fordítás
- Ez a szócikk részben vagy egészben  a   W. T. Tutte című angol Wikipédia-szócikk ezen változatának fordításán alapul.  Az eredeti cikk szerkesztőit annak laptörténete sorolja fel. Ez a jelzés csupán a megfogalmazás eredetét és a szerzői jogokat jelzi, nem szolgál a cikkben szereplő információk forrásmegjelöléseként.